# The Light in Our Soul
The Light in Our Soul — пісня грецької співачки Єлени Папарізу, записана для дебютного альбому My Number One англійською мовою.
Пісню написав Костас Бігаліс для національного відбору до Пісенного конкурсу Євробачення 2005. Однак пісня була дискваліфікована, оскільки виконувати її Єлена почала раніше дозволеного терміну. Зрештою перемогла пісня My Number One, виконавши яку Єлена Папарізу стала переможницею Євробачення вперше за історію участі Греції в конкурсі. 
Пізніше ремейк на пісню записав російською мовою Філіп Кіркоров рос. «Я эту жизнь тебе отдам». 

## Список композицій
1. "The Light in Our Soul" – 2:56
2. "The Light in Our Soul" [Greeklish Version] – 2:56
3. "Katse Kala" – 4:23

## Позиції в чартах
| Чарт                      | Пікова позиція |
| ------------------------- | -------------- |
| Swedish Singles Chart     | 3              |
| Romanian Top 100          | 17             |
| European Airplay Chart    | 36             |
| Greek Airplay Chart       | 2              |
| Latvian Airplay Chart     | 78             |
| Eurochart Hot 100 Singles | 140            |